# Districte de Banat del Sud

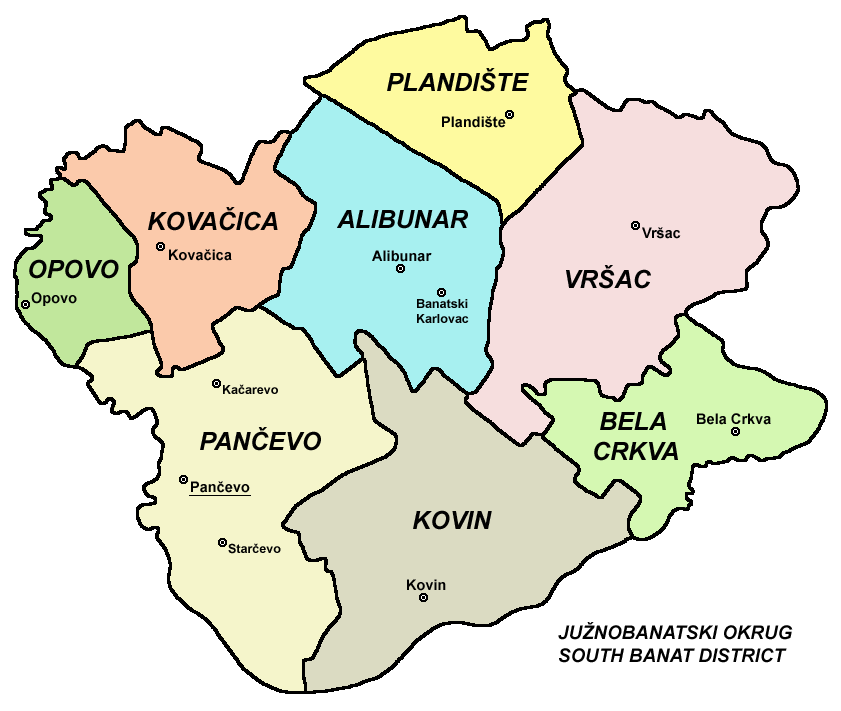
Mapa del districte

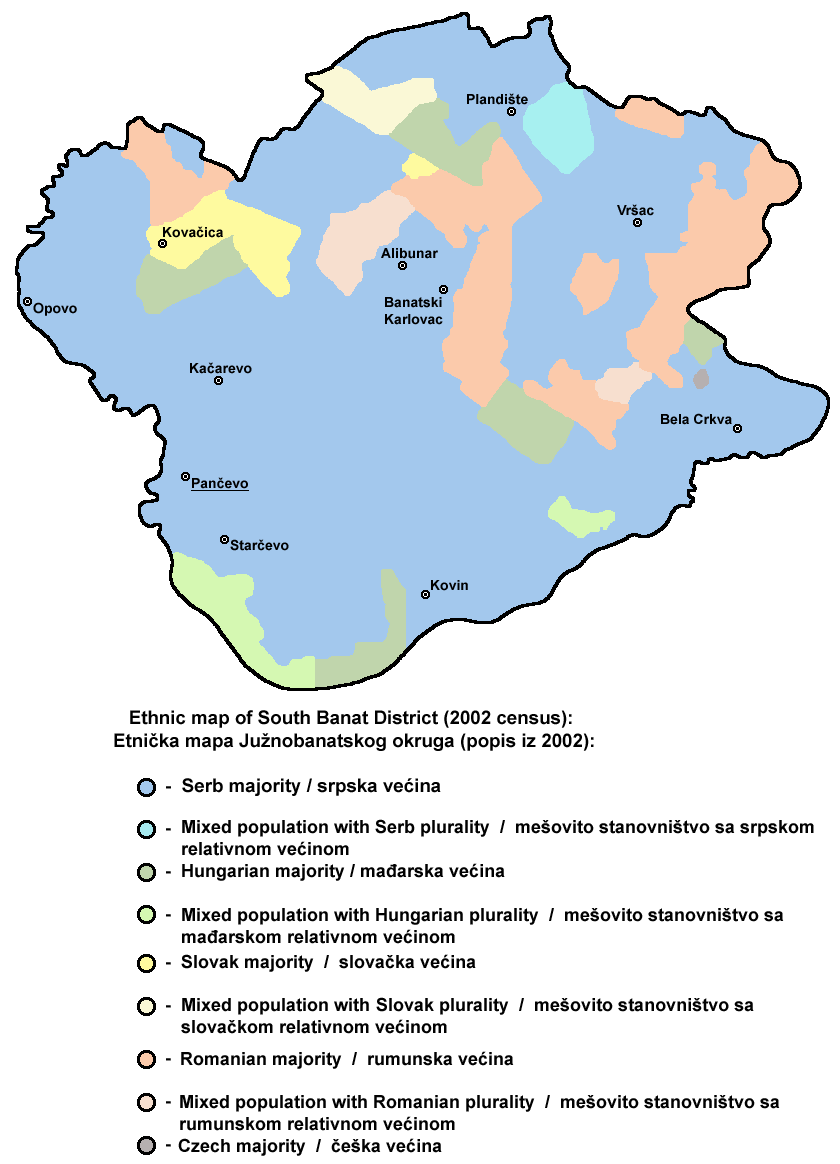
Mapa ètnic del districte (cens del 2002)

El Districte de Banat del Sud (en serbi:Јужнобанатски округ/Južnobanatski okrug) és un districte de Sèrbia situat al nord-est del país. Es troba a la regió geogràfica del Banat, a la província autònoma de la Voivodina. Té una població de 293.730 habitants, i la seva seu administrativa es troba a Pančevo.

## Nom
En serbi el districte es coneix com a Јужнобанатски округ o Južnobanatski okrug, en croat com a Južnobanatski okrug, en hongarès com a Dél-bánsági körzet, en eslovac com a Juhobanátsky okres, en romanès com a Districtul Banatul de Sud, i en rutè com a Јужнобанатски окрух.

## Municipis
El districte està format pels següents municipis:
- Plandište
- Opovo
- Kovačica (en eslovac: Kovačica)
- Alibunar
- Vršac
- Bela Crkva
- Pančevo
- Kovin

## Demografia
Segons l'últim cens oficial, de l'any 2011, el districte de Banat del Sud té 293.730 habitants. La composició ètnica del districte és la següent:
| Grup ètnic | Població | Percentatge |
| ---------- | -------- | ----------- |
| Serbis     | 208.462  | 70,97%      |
| Romanesos  | 18.000   | 6,13%       |
| Eslovacs   | 13.777   | 4,69%       |
| Hongaresos | 13.194   | 4,49%       |
| Gitanos    | 8.025    | 2,73%       |
| Macedonis  | 6.548    | 2,23%       |
| Croats     | 1.512    | 0,51%       |
| Iugoslaus  | 1.178    | 0,40%       |
| Altres     | 23.034   |             |
| Total      | 293.730  |             |

La majoria dels municipis tenen majoria sèrbia, mentre que Kovačica té una població mixta amb majoria relativa eslovaca (41%).